# BFM Nice Côte d'Azur
Pour les articles homonymes, voir BFM.
BFM Nice Côte d'Azur, est une chaîne de télévision française d'information locale en continu, traitant de l'actualité de la Côte d'Azur. Elle est la 8e déclinaison locale de BFM TV du groupe RMC BFM, elle fait partie du réseau BFM Locales.
Elle succède à Azur TV, une généraliste locale privée lancée en 2013, acquise le 8 avril 2021. Elle est lancée le 5 juillet 2021 à 18 h sur la TNT azuréenne (sauf outre-mer), le câble, la télévision par internet (OTT), la télévision mobile personnelle (sur smartphones et tablettes) et en lecture en continu sur Internet.

## Histoire de la chaîne

### Rachat d’Altice et lancement de la chaîne
Le 8 avril 2021, le groupe Altice Média rachète les chaines Provence Azur, Var Azur et Azur TV, pour créer des chaînes d'informations locales.
Le lancement de BFM Nice Côte d'Azur en syndication régionale avec BFM Marseille Provence et BFM Toulon Var a lieu le 5 juillet à 18 h avec Céline Moncel pour une édition spéciale du lancement des chaînes en présence des invités locaux et Alain Weill. Le 27 octobre, la chaîne est officiellement lancée à 17 h et étoffe sa grille avec les rubriques sur le sport (lundi), la planète locale (lundi), le business (mardi), l'emploi (mercredi), la politique (jeudi) et les top sorties du week-end (vendredi).

## Identité visuelle

### Habillages et logos

Logo de BFM Nice Côte d'Azur du 5 juillet 2021 au 10 juillet 2024.
Logo de BFM Nice Côte d'Azur depuis le 10 juillet 2024.

### Slogan
- depuis 5 juillet 2021 : « La chaine info 100% Côte d'Azur »

## Organisation

### Dirigeants et effectifs
Président-directeur général de RMC BFM
- de novembre 2000 à juin 2021 : Alain Weill
- de juillet 2021 au 2 juillet 2024 : Arthur Dreyfuss
- depuis juillet 2024 : Nicolas de Tavernost

Directeur Général délégué, chargé de l’information et du sport du pôle audiovisuel
- depuis juillet 2019 : Hervé Beroud

Directeur Général :
- de décembre 2020 à juillet 2023 : Philippe Benayoun
- de juillet 2023 à janvier 2025 : Philippe Antoine
- depuis janvier 2025 : Arnaud de Courcelles

Directrice de la rédaction
- de juin 2019 à juin 2023 : Philippe Antoine
- depuis juin 2023 : Camille Langlade

### Siège
Le siège de BFM Nice Côte d’Azur se situe au 106 Boulevard René Cassin à Nice.

## Grille des programmes
BFM Nice Côte d'Azur diffuse des programmes d'informations locales en continue. En décembre 2022, la grille des programmes se composait tel que :

### Émissions principales
Bonjour la Côte d'Azur (6 h 30 - 9 h 30) - Lundi au vendredi
L’émission matinale est présentée par Laurie Canac, elle est produite en direct de 6 h 30 à 9 h 30. L'émission accompagne les téléspectateurs pour démarrer leur journée avec des informations en temps réel sur la vie locale au travers de duplex, reportages, chroniques et des interviews d’actualité, les prévisions de la météo et les conditions de circulation et transports.
Le 12-17 (12 h - 17 h) - Lundi au vendredi
L'émission de la journée est présenté par Arthur Descudet, elle est produite en direct de 12 h à 17 h. L’émission reprend les informations développés durant la matinale et mise à jour.
Bonsoir la Côte d'Azur (17 h - 19 h) - Lundi au vendredi
L'émission du soir est présentée par Céline Moncel, elle est produite en direct de 17 h à 19 h. L'émission accompagne les téléspectateurs les dernières informations de la journée en temps réels sur la vie locale au travers de duplex, reportages, chroniques et des interviews d’actualité, les prévisions de la météo et les conditions de circulation et transports.
Azur Week-End (8 h - 13 h) - Samedi et dimanche
L’émission est présenté par Valentine Brevet, elle est produite en direct de 8 h à 13 h. L’émission accompagne les téléspectateurs à retrouver l’essentiel de l’actualité du week-end, ainsi que vos rendez-vous culturels. Au programme : des idées sorties, des interviews d’artistes et des reportages loisirs.

## Journalistes

### Journalistes actuels
- Laurie Canac
- Arthur Descudet
- Céline Moncel
- Valentine Brevet
- Pauline Renoir
- Corentin Marabeuf
- Ismahan Stambouli
- Julian Mancini

### Chroniqueurs
Météo
- Kévin Floury
- Marc Hay
- Virgilia Hess
- Loïc Rivières
- Julien Rifflet

## Diffusion
BFM Nice Côte d’Azur propose sa diffusion sur la TNT, par le Câble, l'ADSL ou la Fibre, par l'Internet de Molotov TV et également ses programmes par son site internet et son application mobile.